# Edurne (álbum)
Edurne es el primer álbum de estudio de Edurne, publicado por Epic Records el 21 de marzo de 2006 en España. El 26 de septiembre se lanzó una reedición del disco incluyéndose el tema inédito Te falta veneno (Yo soy Bea) y dos remixes de Despierta.

## Información
Este disco mezcla pop rock contemporáneo con arreglos de altura y sonoridad internacionales, guitarras duras, canciones que se salen de la norma y una voz que impresiona por su fuerza y ductilidad. La diferencia con otros discos continúa con Quiero más de ti, pura energía con Edurne dominando tesituras y matices; Sin fe, una balada de intensidad poco frecuente; Mi adicción, pop rock de libro; Gracioso, pop desinhibido. Todo ello sin dejar de lado canciones tan logradas como Fuego con fuego, Milagro, Un dolor silencioso, Entre el alma y la piel, No puedo más, Hoy o, el tema compuesto por Xabi San Martín, de La Oreja de Van Gogh, Amores dormidos.
El disco se publicó, tras varios retrasos, el 21 de marzo de 2006, y vendió más de 70.000 copias con certificación de disco de oro.

## Sencillos
El primer sencillo del álbum fue "Despierta", comenzó a sonar en las radios españolas en febrero de 2006 y unas semanas después, el 7 de marzo, salió a la venta en formato maxisencillo bajo el título de Despierta Remixes
"Amores dormidos" fue su segundo sencillo y el que más éxitos le dio. Se lanzó en junio para la promoción de la campaña de verano de la conocida marca de champú Herbal Essences. Edurne protagonizó el anuncio publicitario mientras sonaba de fondo el tema. Fue escrito por Xabi San Martín, componente de La Oreja de Van Gogh, y, más tarde, se hizo pública la maqueta que ellos grabaron en la reedición de su cuarto álbum de estudio.
El tercer sencillo, "Te falta veneno", es el tema inédito que aparece en la reedición del disco, tema principal de la telenovela española de éxito Yo soy Bea.

## Lista de canciones
| Edurne |                                                             |                                      |                  |                                                         |          |  |
| N.º    | Título                                                      | Letras                               | Música           | Escritor(es)                                            | Duración |  |
| 1.     | «Despierta» (Erase Delete Be Gone Now)                      | Dolores Sánchez Beltrán              |                  | Adam Alvermark, Andreas Karlegard, Gustav Efraimsson    | 2:59     |  |
| 2.     | «Quiero más de ti» (Lay Your Love On Me)                    | Lucas Álvarez de Toledo              |                  | Tord Bäckström, Bengt Girell, Jan Nilsson               | 3:25     |  |
| 3.     | «Sin fe» (In Vain)                                          | Lucas Álvarez de Toledo, Mauri Stern |                  | Han'Some, Daniel Gibson                                 | 3:47     |  |
| 4.     | «Mi adicción» (Addicted)                                    | Lucas Álvarez de Toledo              |                  | Daniel Gibson, Kim-Lian                                 | 2:40     |  |
| 5.     | «No puedo más» (Stand My Ground)                            | Lucas Álvarez de Toledo              |                  | Han'Some, Daniel Gibson                                 | 3:19     |  |
| 6.     | «Hoy» (Falling For Nothing)                                 | Dolores Sánchez Beltrán              |                  | Anders Bagge, Peer Åström, Marcella Detroit, Alex Parks | 3:54     |  |
| 7.     | «Gracioso» (Clown)                                          | Lucas Álvarez de Toledo              |                  | Mack, Robert Habolin                                    | 3:31     |  |
| 8.     | «Entre el alma y la piel»                                   | Pablo Pinilla                        | Eleonora Giudizi |                                                         | 4:11     |  |
| 9.     | «Fuego con fuego» (The Verdict)                             | Lucas Álvarez de Toledo, Mauri Stern |                  | Peter Landin, Kent Larsson, AJ Junior                   | 3:49     |  |
| 10.    | «Milagro»                                                   |                                      |                  | Fernando Montesinos                                     | 3:06     |  |
| 11.    | «Un dolor silencioso» (Anti Love Song)                      | B.A.G.                               |                  | Niklas Jarl, Savan Kotecha, David Stenmarck             | 3:23     |  |
| 12.    | «Amores dormidos»                                           |                                      |                  | Xabi San Martín                                         | 3:55     |  |
| 13.    | «Te falta veneno» (Incluida en la reedición)                |                                      |                  | 5 Notas, Jeansy Auz, Myriam Domínguez                   | 3:14     |  |
| 14.    | «Despierta» (Remix por David Penn incluido en la reedición) | Dolores Sánchez Beltrán              |                  | Adam Alvermark, Andreas Karlegard, Gustav Efraimsson    | 3:24     |  |
| 15.    | «Despierta» (Remix por Caimilly incluido en la reedición)   | Dolores Sánchez Beltrán              |                  | Adam Alvermark, Andreas Karlegard, Gustav Efraimsson    | 3:57     |  |
| 49:14  |                                                             |                                      |                  |                                                         |          |  |

## Listas

### Semanales
| País   | Lista                        | Primera semana      | Posición | Semanas en la lista | Última semana            | Certificación | Ref.        |
| ------ | ---------------------------- | ------------------- | -------- | ------------------- | ------------------------ | ------------- | ----------- |
| España | Top 100 Álbumes (Promusicae) | 26 de marzo de 2006 | 3        | 24                  | 10 de septiembre de 2006 | 1× Oro        | [ 1 ] [ 2 ] |